# 天堂餐館
《天堂餐館》是日本漫畫家小野夏芽創作的日本漫畫作品。於太田出版所發行的漫畫雜誌《Manga Erotics F》（日语：マンガ・エロティクス・エフ）上開始連載。其續作為《GENTE～天堂餐館外傳～》（日语：GENTE〜リストランテの人々〜）。
於2009年改編成電視動畫。

## 劇情簡介
女主角妮可蕾特在年紀還小的時候，母親因為再婚而把她留給了祖母照顧後而離開了她。妮可蕾特漸漸長大成人之後，她決定離開鄉下前往羅馬去尋找母親及和她再婚的那個餐館老闆，並打算把一切都告訴母親的再婚對象。因為餐館老闆並不知道她的妻子有一個女兒，而後找到餐館的妮可蕾特並不知道將有一場命運的邂逅正在等待著她。

## 登場人物
妮可蕾特（配音：折笠富美子）
本作品的主角。21歲。生於11月。有著直率性格的努力家。
由於母親再婚的關係由祖父母扶養，然後也在母親的教養下擁有現在的個性。
因為於料理專科學校就學的關係所以也在「カゼッタ・デッロルソ」餐館的廚房以廚師見習生的身分工作，然而在工作人員以男性限定下無法做廚房的雜務。對該餐館的服務生領頭克勞德感興趣。
聖‧克勞德‧帕拉迪索（配音：山野井仁）
餐廳領班。溫柔、認真、貼心。有著為人和善的長相，有厲害的特點也有缺點。
有著能不動聲色地擄獲女性客人的心的特質，曾有一位客人以：「他是一直不斷逼近，看起來會讓人困擾的類型」來評斷。
離過婚，現在仍帶著婚戒以避免女客追求。
魯奇安諾（配音：立川三貴）
服務生。喜歡滴咕，不常笑，面惡心善的最佳代表。
其實非常害羞，喪妻後一直保持單身。
維特（配音：黑田崇矢）
服務生。開心果。喜歡年輕女孩。
在健身房認識還在讀大學的太太。
人生觀是：「不能拒絕美麗貴婦的邀請。」花花公子。
吉吉（配音：喜山茂雄）
酒侍。不愛說話。吃飯時臉頰塞滿滿的模樣惹人疼愛。
似乎一天到晚偷抓餐廳的東西來吃。
每天都會挑高級葡萄酒來搭配員工伙食。獨身。
富立歐（配音：西山和彥）
主廚。直率溫柔的個性相當受歡迎，以貴婦們為招生對象的料理教室，屢屢上演富立歐爭奪戰。
戴著沒度數的荖花眼鏡。愛太太。
提歐（配音：上田燿司）
主廚。餐廳最年輕的員工，豪邁的男人作風令大家一見傾心。異性緣似乎好的不得了。
過著悠然自得的單身生活。
歐嘉（配音：寺田はるひ）
女主角妮可蕾特的母親。律師。
加布蕾娜（配音：渡邊美佐）
克勞德的前妻。歐嘉的好友兼同事。
羅倫佐（配音：乃村健次）
女主角妮可蕾特的母親歐嘉的再婚對象，也是餐廳的店主。
凡娜（配音：澤海陽子）
餐廳的前任主廚。

## 出版書籍
天堂餐館
| 卷數 | 太田出版      | 太田出版           | 瑪朵出版社    | 瑪朵出版社             |
| 卷數 | 發售日期      | ISBN               | 發售日期      | ISBN                   |
| ---- | ------------- | ------------------ | ------------- | ---------------------- |
| 全   | 2006年5月17日 | ISBN 4-77-832014-X | 2008年10月5日 | ISBN 978-986-6520-03-7 |

GENTE～天堂餐館外傳～
| 卷數 | 太田出版      | 太田出版               | 瑪朵出版社     | 瑪朵出版社             |
| 卷數 | 發售日期      | ISBN                   | 發售日期       | ISBN                   |
| ---- | ------------- | ---------------------- | -------------- | ---------------------- |
| 1    | 2007年8月27日 | ISBN 978-4-77-832047-8 | 2008年11月10日 | ISBN 978-986-6520-08-2 |
| 2    | 2008年4月16日 | ISBN 978-4-77-832060-7 | 2009年2月5日   | ISBN 978-986-6520-12-9 |
| 3    | 2009年3月12日 | ISBN 978-4-77-832081-2 | 2009年7月16日  | ISBN 978-986-6520-19-8 |

## 電視動畫

### 製作團隊
- 原作 - 小野夏芽
- 監督 - 加瀨充子
- 監督補佐 - 東海林真一
- 系列構成 - 猪爪慎一
- 人物設計 - 竹田逸子
- 美術監督、美術監督 - 副島惠文
- 色彩設計 - 甲斐けいこ、池田ひとみ
- 攝影監督 - 土田栄司
- 編輯 - 重村建吾
- 音響監督 - 亀山俊樹
- 音樂 - コーコーヤ
- 製作人 - 山本幸治、瀬戸麻理子、沖浦泰斗、梶田浩司
- 動畫製作人 - 若松剛
- 動畫製作 - david production
- 制作 - Rispara製作委員會（富士電視台、松竹、Movic、讀賣廣告社、Sony PCL、博報堂DY Media Partners）

### 主題曲
片頭曲「マリーゴールド」
作詞 - ナガシマトモコ / 作曲・編曲 - 藤本一馬 / 歌 - orange pekoe
片尾曲「ステキな果実」
作詞 - 岩里祐穂 / 作曲 - 小峰理紗 / 編曲 - 濱田理惠 / 歌 - Komine Lisa
插入曲「パレット」（第3話）
作詞 - 清浦夏實 / 作曲 - 吉田旬吾 / 編曲 - コーコーヤ / 歌 - 清浦夏實
插入曲「poco a poco ~ ちょっとそこまで」（第７話）
作詞 - 岩里祐穗 / 作曲 - ウエッコ / 編曲 - ザッハトルテ / 歌 - Komine Lisa

### 各話列表
| 話數 | 日文標題 | 中文標題     | 腳本     | 分鏡       | 演出       | 作畫監督                          |
| ---- | -------- | ------------ | -------- | ---------- | ---------- | --------------------------------- |
| #1   |          | 妮可蕾特     | 豬爪慎一 | 加瀬充子   | 原田奈奈   | 小林亮 竹田逸子 原貞三            |
| #2   |          | 戒指         | 豬爪慎一 | 東海林真一 | 東海林真一 | 蘇武裕子                          |
| #3   |          | 天堂         | 豬爪慎一 | 渡邊てつや | 渡邊てつや | 佐藤陵 李政權                     |
| #4   |          | 熊的小屋     | 笹野惠   | 木宮茂     | 木宮茂     | 青野厚司                          |
| #5   |          | Orsini的味道 | 猪爪慎一 | 喜多幡徹   | 津田尚克   | 佐光幸恵 竹田逸子 小林亮 青木美穂 |
| #6   |          | 一對夫婦     | 猪爪慎一 | 東海林真一 | 東海林真一 | 小林亮                            |
| #7   |          | 特別的一天   | 笹野惠   | 小林一三   | 山口武志   | 齋藤もも 小林亮                   |
| #8   |          | 昔日         | 猪爪慎一 | 木宮茂     | 木宮茂     | 海老原雅夫 竹田逸子               |
| #9   |          | 餐館的假日   | 笹野惠   | 東海林真一 | 市村徹夫   | 小林亮 中屋了                     |
| #10  |          | 秘密的戀愛   | 笹野惠   | 加藤敏幸   | 加藤敏幸   | 青野厚司                          |
| #11  |          | 餐館的人們   | 猪爪慎一 | 東海林真一 | 東海林真一 | 竹田逸子 小林亮                   |

### 播放電視台
| 播放地區   | 播放電視台 | 播放日期                 | 播放時間                   | 備註                      |
| ---------- | ---------- | ------------------------ | -------------------------- | ------------------------- |
| 關東廣域圈 | 富士電視台 | 2009年4月8日 - 6月24日   | 星期三 26時08分 - 26時38分 | 首回（4月8日）連續播放2話 |
| 近畿廣域圈 | 關西電視台 | 2009年4月14日 - 6月30日  | 星期二 26時05分 - 26時35分 |                           |
| 中京廣域圈 | 東海電視台 | 2009年4月24日 - 7月10日  | 星期五 27時35分 - 28時05分 |                           |
| 日本全域   | BS富士     | 2009年5月4日 - 7月13日   | 星期一 24時30分 - 24時55分 |                           |
| 熊本縣     | 熊本電視台 | 2009年10月6日 - 12月22日 | 星期二 26時05分 - 26時35分 | 於NOISE時段首播           |

## 外部連結
- 天堂餐館動畫官網 - 富士電視台 （页面存档备份，存于）（日語）
- ko ko ya的網站 （页面存档备份，存于）（日語）